# Gary Owen (Snookerspieler)
Gary Owen (* 1929 in Upper Tumble, Carmarthenshire, Wales; † 1995 in Brisbane, Queensland, Australien) war ein walisisch-australischer Snookerspieler, der zwischen 1968 und 1980 für insgesamt elf Saisons Profispieler war. In dieser Zeit erreichte er drei Endspiele, darunter jenes der Snookerweltmeisterschaft 1969, in dem er gegen John Spencer verlor. Zuvor hatte er als Amateur im Jahr 1963 die English Amateur Championship sowie 1964 und 1966 die Amateurweltmeisterschaft gewonnen.

## Karriere

### Amateurkarriere
Owen wurde 1929 im kleinen Dorf Upper Tumble im südwestwalisischen Carmarthenshire geboren. Mit Marcus Owen (1935–1987), ebenfalls Snookerspieler, hatte er einen jüngeren Bruder. Gary begann als Freizeitbeschäftigung mit dem Snookerspiel, gewann aber 1944 die erste britische U16-Meisterschaft. Neben dem Gewinn der Nations Breaks Championship nahm Owen 1950 an der English Amateur Championship teil, gewann unter anderem gegen Titelverteidiger Tommy Gordon und erreichte das Finale, in dem er sich Alf Nolan mit 5:6 geschlagen geben musste. Nach einer Achtelfinalniederlage 1951 und einer Viertelfinalniederlage 1952 pausierte er für einige Jahre. In dieser Zeit zog er nach England um und absolvierte nahe Great Yarmouth seinen National service, ehe er sich in Birmingham als Feuerwehrmann niederließ. 1960 gewann er ein weiteres Mal die Nations Break Championship. Zwischenzeitlich wurde angesichts steigender Teilnahmezahlen der Modus der English Amateur Championship geändert, sodass es nun zwei Qualifikationswettbewerbe (einen Nord- und einen Südwettbewerb) gab, dessen beide Sieger im Finale aufeinander trafen. Angespornt durch die Erfolge seines Bruders Marcus, meldete sich Owen 1963 mit einem 6:0-Sieg im Finale des Nord-Qualifikationswettbewerbes gegen Ray Edmonds zurück, ehe er sich mit einem klaren 11:3 über Ron Gross zum britischen Meister kürte.
Sein Versuch der Titelverteidigung wurde ein Jahr später im Viertelfinale der Qualifikation von Jonathan Barron beendet. Im selben Jahr nahm Owen als britischer Vertreter an der Amateurweltmeisterschaft teil und kürte sich mit vier Siegen aus vier Spielen zum Amateurweltmeister. 1966 folgte eine weitere Teilnahme an einer Amateurweltmeisterschaft; er verteidigte ungeschlagen seinen Titel. 1968 wurde er neben John Spencer und Ray Reardon Profispieler, womit die Dreiergruppe die ersten Neuzugänge auf der Profitour seit 1951 waren.

### Profikarriere
Owens erstes Profiturnier war die Snookerweltmeisterschaft, bei der er Jackie Rea und Altmeister Fred Davis besiegte und das Finale erreichte. Gegen John Spencer verlor Owen allerdings mit 27:46 recht deutlich. Beim anschließenden Pot Black verlor er gegen John Pulman sein Auftaktspiel. 1970 schied er beim Pot Black in der Gruppenphase und bei der Snookerweltmeisterschaft im Halbfinale aus. Ende 1970 fand in Australien die Snookerweltmeisterschaft 1971 statt, bei der Owen in der Gruppenphase ausschied. Die Anreise musste er mithilfe eines Sponsors bezahlen. Im Zuge dieses Aufenthalts in Australien entschloss sich Owen, sich dort niederzulassen und als resident pro in einem Snookerclub in Sydney zu arbeiten. Infolgedessen trat er nunmehr für Australien an. 1971 schied er beim Pot Black im Halbfinale und beim Park Drive 2000 in der Gruppenphase aus. Ende 1971 nahm Owen erstmals an der Australian Professional Championship teil und unterlag im Halbfinale Eddie Charlton, auch wenn er während der Saison 1971/72 als Amateur geführt wurde. Nach Wiedererlangung des Profistatus erreichte er bei der Ausgabe 1972 das Finale und verlor dieses gegen Eddie Charlton, ehe er bei der Snookerweltmeisterschaft im Viertelfinale gegen Ray Reardon verlor.
Auch 1973 konnte Owen bei der Australian Professional Championship das Finale erreichen, verlor aber wieder gegen Eddie Charlton. Bei der Snookerweltmeisterschaft kam es zum einzigen direkten Aufeinandertreffen zwischen den Owen-Brüdern jemals, denn Marcus war mittlerweile auch Profispieler geworden. Gary verlor sein Auftaktspiel gegen Marcus mit 8:15. Nach einer frühen Niederlage bei der Australian Professional Championship 1974 hatte Owen bei der in Australien ausgetragenen Snookerweltmeisterschaft 1975 mehr Glück, denn er zog ins Viertelfinale ein und verlor dort gegen Dennis Taylor. Anschließend hatte Owen kaum mehr Erfolg bei Turnieren, auch wenn er bis 1980 noch regelmäßig an Turnieren teilnahm. Darunter war auch der World Challenge Cup 1979, bei dem Owen zusammen mit Eddie Charlton und Paddy Morgan Australian vertrat. Zwischenzeitlich auf der neu eingeführten Snookerweltrangliste von Rang 10 auf Platz 21 abgerutscht – auf einer Order of Merit 1975 war er sogar auf Rang 8 platziert –, beendete Owen 1980 seine Profikarriere. Mitte 1995 starb er im Alter von 65 Jahren im australischen Brisbane. Am 3. Juli 1995 erschien im britischen The Independent eine entsprechende Todesanzeige.

## Spielweise
In den Augen von Janie Watkins, Betreiber des Global Snooker Centre, war Owen ein „erstklassiger Locher“ und ein „brillanter Juniorenspieler und Amateur“ gewesen, gehöre aber zu den „vergessenen Männern des Snookers“.

## Erfolge
| Ausgang         | Jahr | Turnier                              | Finalgegner    | Ergebnis     |
| --------------- | ---- | ------------------------------------ | -------------- | ------------ |
| Amateurturniere |      |                                      |                |              |
| Zweiter         | 1950 | English Amateur Championship         | Alf Nolan      | 5:6          |
| Sieger          | 1963 | English Amateur Championship – South | Ray Edmonds    | 0:6          |
| Sieger          | 1963 | English Amateur Championship         | Ron Gross      | 11:3         |
| Sieger          | 1964 | Snooker-Amateurweltmeisterschaft     | Gruppenphase   | Gruppenphase |
| Sieger          | 1966 | Snooker-Amateurweltmeisterschaft     | Gruppenphase   | Gruppenphase |
| Profiturniere   |      |                                      |                |              |
| Zweiter         | 1969 | Snookerweltmeisterschaft             | John Spencer   | 27:46        |
| Zweiter         | 1972 | Australian Professional Championship | Eddie Charlton | 10:19        |
| Zweiter         | 1973 | Australian Professional Championship | Eddie Charlton | 10:31        |